# Zdena Studenková

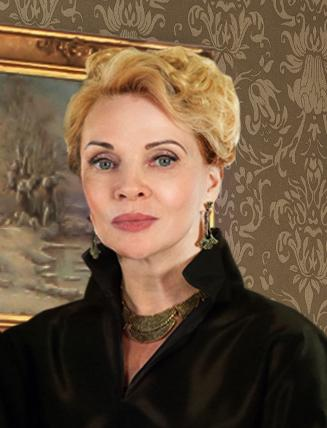
Zdena Studenková

Zdena Studenková (n 19 mai 1954 la Bratislava, Cehoslovacia - azi Slovacia) este o actriță de film slovacă. A jucat în multe producții internaționale.

## Filmografie selectată
- 1975: Kean (TV)
- 1978: Women's Gossip (TV)
- 1978: Panna a netvor
- 1979: Ruy Blas (TV)
- 1979: Life Is a Dream (TV)
- 1979: Eugene Onegin (TV)
- 1979: Cousin Bette (TV, serial)
- 1981: The Misanthrope (TV)
- 1981: Rembrandt van Rijn (TV, serial)
- 1981: Mojmir II (TV)
- 1982: I Enjoy the World With You
- 1982: Clavigo (TV)
- 1983: Angel in a Devil's Body
- 1986: Don Carlos (TV, serial)
- 1987: The Miser (teatru)
- 1988: Miss Julie (teatru)
- 1990: Sleeping Beauty
- 1993: Everything I Like
- 1998: Lady Chatterley's Lover (TV)
- 2003: It Will Stay Between Us